# Princeton (Indiana)
Princeton è una città degli Stati Uniti d'America, situata nello Stato dell'Indiana e in particolare nella contea di Gibson, della quale è il capoluogo.